# Filofobija
Filofobija jeste strah od zaljubljivanja.

## Opis poremećaja
Ono što prouzrokuje ovakav strah, je neprijatno iskustvo u prošlosti, najčešće neuzvraćena osećanja. Već doživljeno osećanje zaljubljenosti, proizvodi osećaj nemoći, nesposobnosti kontrole misli, nesvesno ili svesno idealizovanje željene osobe. Kod osoba koje pate od filofobije, počinje da važi pravilo „jedina draž prošlosti je to što je to prošlost“. Takve osobe na prošlost gledaju kao iskustvo koje im je pomoglo da shvate da je nepotrebno se opet „opeku na vatri“. Višestruke „opekotine“, uvećavaju filofobne tendencije. 
Kod takvih osoba jača shvatanje da „nezaljubljenost“ znači pripadnost samom sebi. To jača osećaj moći, osećaj kontrole, ali i emotivne izolacije. Osobe koje pate od filofobije uspevaju da započnu vezu, imaju volju za partnerima, ali do određenog „stepena“. Ukoliko osete da se upliću osećanja, one jednostavno pobegnu, jer imaju fobiju od toga. Plaše se da se ne zaljube, jer po njihovom shvatanju, to znači da ce ponovo otvoriti sebe, i tame postati nemoćni, „ne svoji“, i prvenstveno ranjivi. Ukoliko se i nesvesno zaljube, javlja se samoporicanje, samoubeđivanje u suprotno, i takve osobe zidaju još veći zid koji ih razdvaja od njihovih emocija.

### Samozaljubljenost
Samozaljubljenost je samoporicanje, jer i eventualna osećanja koja postoje prema drugoj osobi, oni preusmeravaju prema sebi, štiteći tako sebe, i ubeđujući sebe da nisu zaljubljeni. Non stop su na oprezu, planirajući svaki korak unapred kako bi sprečili „nekontrolisane misli“ za drugom osobom. Gledajući na druge zaljubljene osobe, ne gledaju na to koliko je to lepo, nego vide sebe i vide kraj. Filofobija jedino može prestati oslobođenjem od straha.

## Literatura
1. ↑  „Philophobia. Do You Suffer From Philophobia?”. Архивирано из оригинала 05. 01. 2011. г.
2. ↑  „Philophobia — The Fear of Love”. Архивирано из оригинала 18. 03. 2022. г.

## Spoljašnje veze
- Šta je filofobija?
- Simptomi anksioznosti